# Япская рукия
Япская рукия, или темноухая рукия (лат. Zosterops oleagineus), — вид воробьиных птиц из семейства белоглазковых (Zosteropidae). Подвидов не выделяют.

## Описание
Длина тела 12,5—13 см. Хорошо развитое сатиново-белое глазное кольцо, спереди разорванное чёрной линией. Верхняя сторона тела коричневато-цитриновая, лётные перья и хвост черновато-коричневые. Горло тускло-желтоватое, грудка коричневато-цитриновая. Нижняя сторона (брюшко и бока) коричневато-оливковые. Клюв жёлто-оранжевый, причем верхняя часть более тёмная. Ноги жёлто-оранжевые. Самец и самка похожи, последняя, возможно, темнее. Неполовозрелые особи не описаны.

## Распространение
Эндемик острова Яп (ФШМ). Обитают во влажных равнинных и мангровых лесах.

## Охранный статус
МСОП присвоил таксону охранный статус «Виды, близкие к уязвимому положению» (NT).